# Asociación Berciana da Lingua Xarmenta
La Asociación Berciana da Lingua Xarmenta (en castellano: Asociación Berciana de la Lengua Xarmenta) es una asociación cultural berciana cuyo fin es la defensa, protección y divulgación de la lengua gallega que se habla en El Bierzo.
Fundada en el año 2005 por alumnado y profesorado de gallego del Bierzo a los que se les sumaron miembros de otras asociaciones y profesiones, su nombre hace referencia a la cultura vitivinícola del Bierzo ya que Xarmenta, vocablo tradicional de la lengua gallega del Bierzo se puede traducir por el conjunto de sarmientos de la vid. Su portavoz es Manuel Maña.
Cada año hacen entrega del Premio Xarmenta a personas, asociaciones o instituciones que se hayan destacado por su defensa de la lengua gallega en El Bierzo. Este premio se suele entregar en una multitudinaria gala musical en el Teatro Bergidum de Ponferrada.
También entregan el Premio Literario Poeta Antonio Fernández Morales, en colaboración con el Ayuntamiento de Cacabelos en el que participan escolares y autores en gallego; el Premio Xarmenta de Dibujo destinado a escolares bercianos que siguen el programa de lengua gallega y el Certame Artístico Literario Vagalume, en colaboración con Vagalume-Valdeorras.
Desde 2006 editan en gallego una revista llamada “Xarmenta. Revista da Asociación Berciana da Lingua Xarmenta”.